# 7452 Izabelyuria
7452 Izabelyuria (1978 QU2) là một tiểu hành tinh vành đai chính được phát hiện ngày 31 tháng 8 năm 1978 bởi N. S. Chernykh ở Đài vật lý thiên văn Crimean.